# 戈鯤化

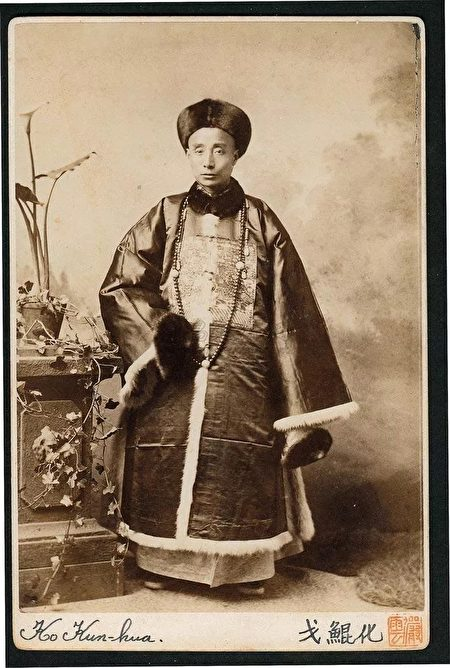
戈鯤化

戈鯤化（1838年—1882年），字硯畇，一字彥員。清代休寧縣人。
道光十八年（1838年）出生。早年在湘軍將領黃開榜幕下。同治四年（1865年），太平天國戰事結束，湘軍裁撤，戈鯤化在寧波英國領事館任翻譯和中文教師，長年在各大领事馆工作。哈佛大學校友的杜德維（Edward Bangs Drew, 1843-1924），在寧波領事館任職稅務司司長官，他跟戈鯤化學中文。後來在杜德維推薦下，1879年6月26日，美國駐牛莊領事官鼐德（Francis P. Knight）代表哈佛大學，在上海與戈鯤化簽署了聘請戈擔任哈佛大學中文教習的合同，為期三年。同年7月15日，戈鲲化携家帶眷與一名女傭、一名女翻譯自上海搭乘葛蘭芬勒號（Glenfinlas）啓程，於1879年9月1日抵達紐約，8月8日抵達哈佛大學。1879年10月22日正式開課，教材是一篇小說。第一年，他的班裡只有一名學生。這名學生是哈佛的拉丁文教授George Martin Lane, 戈鯤化為他取了一個中國名字叫“劉恩”。戈鲲化的教材是自己编写的《华质英文》。在美期間，戈鲲化曾多次致信卫三畏，给他寄去自己设计的新年贺卡。光緒八年（1882年）2月14日，因染肺炎去世。他在美国一共只教了四、五名学生。是年五月，他的遺體和家人在杜德維伴送下回國，葬於寧波，家人安置在上海。